# 保守治疗
保守治疗，亦称为保守疗法（conservative therapy），指相对于有创操作（即有创伤的操作，如手术）的疗法，如药物治疗、物理治疗等。

## 举例
- 治疗痔疮时可采用保守疗法，如摄入富含膳食纤维的营养物、摄入口服液保持体内水分、服用非甾体抗炎药、坐浴以及休息。